# Nati nel 1930/Luglio
| Questa pagina contiene informazioni ricavate automaticamente dalle voci biografiche con l'ausilio del template Bio e di un bot. L'aggiornamento è periodico e automatico e ricostruisce completamente la pagina. Se manca una persona in questa lista, sei pregato di non aggiungerla, ma accertati piuttosto che la sua voce biografica contenga il template Bio e che i dati anagrafici siano correttamente compilati. Se il template Bio manca, inseriscilo tu stesso o, in alternativa, metti l'avviso {{tmp\|Bio}} che ne segnala la mancanza. Se i dati riportati sono sbagliati, correggi direttamente la voce biografica; le modifiche saranno visibili in questa lista entro pochi giorni. Per chiarimenti vedi il progetto biografie. La lista contiene solo le 203 persone che sono citate nell'enciclopedia e per le quali è stato implementato correttamente il template Bio. Pagina aggiornata al 18 ago 2025. |

- 1º luglio - Pietro Chiappin, ex calciatore italiano
- 1º luglio - Manlio Grandi, calciatore italiano († 2002)
- 1º luglio - Gonzalo Sánchez de Lozada, politico, economista e imprenditore boliviano
- 1º luglio - Mustafa Akkad, produttore cinematografico e regista siriano († 2005)
- 2 luglio - Sylve Bengtsson, allenatore di calcio e calciatore svedese († 2005)
- 2 luglio - Ludwig Fellermaier, politico tedesco († 1996)
- 2 luglio - Jack Garfein, regista, sceneggiatore e insegnante statunitense († 2019)
- 2 luglio - Robert Gilpin, politologo statunitense († 2018)
- 2 luglio - Ahmad Jamal, pianista statunitense († 2023)
- 2 luglio - Carlos Menem, avvocato e politico argentino († 2021)
- 3 luglio - F.X. Toole, pugile, allenatore di pugilato e scrittore statunitense († 2002)
- 3 luglio - Pete Fountain, clarinettista statunitense († 2016)
- 3 luglio - Kinji Fukasaku, regista e scrittore giapponese († 2003)
- 3 luglio - Pier Augusto Gemignani, medico italiano († 1997)
- 3 luglio - Ulrico Girardi, bobbista italiano († 1986)
- 3 luglio - Carlos Kleiber, direttore d'orchestra tedesco († 2004)
- 3 luglio - José Luis Lamadrid, calciatore messicano († 2021)
- 3 luglio - Ferdinando Riva, allenatore di calcio e calciatore svizzero († 2014)
- 3 luglio - Raúl Urra, cestista cileno († 2014)
- 4 luglio - Frunzik Mkrtčjan, attore e regista teatrale sovietico († 1993)
- 4 luglio - Johnny Saxton, pugile statunitense († 2008)
- 4 luglio - Jurij Tjukalov, canottiere sovietico († 2018)
- 5 luglio - Rolando Alvarez da Cruz, pallanuotista brasiliano († 1987)
- 5 luglio - Marco Biassoni, disegnatore e umorista italiano († 2002)
- 5 luglio - Tommy Cook, attore statunitense
- 5 luglio - Josefine Frandl, ex sciatrice alpina austriaca
- 5 luglio - Anna Neri, cestista italiana († 2020)
- 5 luglio - Enrico Rizzi, politico italiano († 2005)
- 5 luglio - John Wood, attore britannico († 2011)
- 6 luglio - Miodrag Bulatović, romanziere e drammaturgo serbo († 1991)
- 6 luglio - Ian Burgess, pilota di Formula 1 inglese († 2012)
- 6 luglio - Herbert Erhardt, allenatore di calcio e calciatore tedesco († 2010)
- 6 luglio - Donald McKayle, ballerino, coreografo e insegnante statunitense († 2018)
- 6 luglio - Giuseppe Merighi, medaglista, scultore e pittore italiano († 2008)
- 6 luglio - Luisella Ottolenghi Mortara, storica dell'arte italiana († 2017)
- 6 luglio - M. S. Sathyu, regista indiano
- 6 luglio - Michel Schooyans, filosofo, teologo e presbitero belga († 2022)
- 7 luglio - Bruno Dal Bon, ex calciatore italiano
- 7 luglio - Tadao Kobayashi, ex calciatore giapponese
- 7 luglio - Arnaldo Lucentini, allenatore di calcio e calciatore italiano († 1981)
- 7 luglio - Theodore Edgar McCarrick, cardinale e arcivescovo cattolico statunitense († 2025)
- 7 luglio - Hank Mobley, sassofonista e compositore statunitense († 1986)
- 7 luglio - Jim Norris, pallanuotista statunitense († 2021)
- 7 luglio - Michel Odent, chirurgo francese
- 7 luglio - Biljana Plavšić, ex politica, botanica e docente bosniaca
- 8 luglio - John Calley, produttore cinematografico statunitense († 2011)
- 8 luglio - Jim Mooney, cestista statunitense († 2015)
- 8 luglio - Zenon Stefaniuk, pugile polacco († 1985)
- 8 luglio - Sławomir Złotek-Złotkiewicz, cestista polacco († 1978)
- 9 luglio - K. Balachander, regista e sceneggiatore indiano († 2014)
- 9 luglio - Sim Iness, discobolo statunitense († 1996)
- 9 luglio - Allan Lawrence, mezzofondista e maratoneta australiano († 2017)
- 9 luglio - Giampaolo Loddo, musicista, chitarrista e cantante italiano († 2022)
- 9 luglio - Hans Mühlethaler, scrittore e drammaturgo svizzero († 2016)
- 9 luglio - Stuart Williams, calciatore e allenatore di calcio gallese († 2013)
- 9 luglio - Giorgio de Marchis, scrittore, giornalista e critico d'arte italiano († 2009)
- 10 luglio - Bruno Bottai, diplomatico italiano († 2014)
- 10 luglio - Pete Carril, cestista e allenatore di pallacanestro statunitense († 2022)
- 10 luglio - Susan Cummings, attrice tedesca († 2016)
- 10 luglio - Assheton Gorton, scenografo inglese († 2014)
- 10 luglio - Josephine Veasey, mezzosoprano britannico († 2022)
- 11 luglio - Dick Beyer, wrestler statunitense († 2019)
- 11 luglio - Harold Bloom, critico letterario e anglista statunitense († 2019)
- 11 luglio - Antonino Casu, carabiniere italiano († 1980)
- 11 luglio - Giorgio Ghezzi, allenatore di calcio e calciatore italiano († 1990)
- 11 luglio - Licia Macchini, ginnasta italiana († 2018)
- 11 luglio - Gino Mescoli, compositore, arrangiatore e direttore d'orchestra italiano
- 11 luglio - Tarcisio Pillolla, vescovo cattolico italiano († 2021)
- 11 luglio - Julia Trevelyan Oman, costumista e scenografa britannica († 2003)
- 11 luglio - Brunello Vigezzi, storico italiano († 2022)
- 11 luglio - Klaus Wagenbach, editore tedesco († 2021)
- 12 luglio - Jean Brankart, ciclista su strada e pistard belga († 2020)
- 12 luglio - Johan Dalgas Frisch, compositore, ingegnere e ornitologo brasiliano († 2024)
- 12 luglio - Guy Ligier, pilota motociclistico, pilota automobilistico e imprenditore francese († 2015)
- 12 luglio - Alberto Lionello, attore, doppiatore e conduttore televisivo italiano († 1994)
- 12 luglio - Sandro Luporini, pittore, paroliere e scrittore italiano
- 12 luglio - Célestin Oliver, calciatore e allenatore di calcio francese († 2011)
- 12 luglio - Gordon Pinsent, attore, doppiatore e cantante canadese († 2023)
- 12 luglio - Leonello Radi, economista italiano († 2017)
- 13 luglio - Camillo Arcuri, giornalista e scrittore italiano († 2022)
- 13 luglio - André Chavet, cestista francese († 2005)
- 13 luglio - Viktor Cybulenko, giavellottista sovietico († 2013)
- 13 luglio - João Franco do Vale, pallanuotista portoghese
- 13 luglio - Simion Ismailciuc, canoista romeno († 1986)
- 13 luglio - Darrell Sandeen, attore statunitense († 2009)
- 13 luglio - Corrado Scivoletto, prefetto e funzionario italiano († 2009)
- 13 luglio - Naomi Shemer, cantautrice, compositrice e poetessa israeliana († 2004)
- 13 luglio - Larry Wos, matematico statunitense († 2020)
- 14 luglio - Polly Bergen, attrice e cantante statunitense († 2014)
- 14 luglio - Herbert Dörner, calciatore tedesco († 1991)
- 14 luglio - Ruth Drexel, attrice tedesca († 2009)
- 14 luglio - James Fifer, canottiere statunitense († 1986)
- 14 luglio - Juan Guidi, calciatore argentino († 1973)
- 14 luglio - Mario Maranzana, attore, doppiatore e regista teatrale italiano († 2012)
- 14 luglio - Sabu Martinez, musicista e percussionista statunitense († 1979)
- 15 luglio - Aglaé Ernesta Giorgio, cestista brasiliana († 2006)
- 15 luglio - Enrique Ávila, attore spagnolo († 2017)
- 15 luglio - Giuseppe Bortolotti, calciatore e allenatore di calcio italiano († 2011)
- 15 luglio - Jacques Derrida, filosofo e saggista francese († 2004)
- 15 luglio - Vladimir Kuzin, fondista sovietico († 2007)
- 15 luglio - Alberto Michelotti, calciatore e arbitro di calcio italiano († 2022)
- 15 luglio - Gennadij Ivanovič Poloka, regista sovietico († 2014)
- 15 luglio - Stephen Smale, matematico e attivista statunitense
- 15 luglio - Donald Steiner, biochimico statunitense († 2014)
- 15 luglio - Arturo Zavattini, fotografo e direttore della fotografia italiano
- 16 luglio - Michael Bilirakis, politico e magistrato statunitense
- 16 luglio - Guy Béart, cantante e compositore francese († 2015)
- 16 luglio - Ezio Frigerio, scenografo italiano († 2022)
- 16 luglio - Joey Giardello, pugile statunitense († 2008)
- 17 luglio - Jan Czepułkowski, sollevatore polacco († 2016)
- 17 luglio - James Dunbar, canottiere statunitense († 2018)
- 17 luglio - Sigvard Ericsson, pattinatore di velocità su ghiaccio svedese († 2019)
- 17 luglio - Giuseppe Mifsud Bonnici, magistrato e giurista maltese († 2019)
- 18 luglio - Emmanuel de Bethune, politico belga († 2011)
- 18 luglio - Luis Cardoso, calciatore argentino († 2017)
- 18 luglio - Giancarla Codrignani, scrittrice, giornalista e politica italiana
- 18 luglio - Burt Kwouk, attore britannico († 2016)
- 18 luglio - Giorgio Marconi, gallerista italiano († 2024)
- 18 luglio - Sami Modiano, superstite dell'Olocausto italiano
- 19 luglio - Fatos Arapi, poeta albanese († 2018)
- 19 luglio - Rhoda Williams, attrice e doppiatrice statunitense († 2006)
- 20 luglio - Chuck Daly, allenatore di pallacanestro statunitense († 2009)
- 20 luglio - Robert Detweiler, canottiere statunitense († 2003)
- 20 luglio - Harold Goldsmith, schermidore statunitense († 2004)
- 20 luglio - Sally Ann Howes, attrice e cantante britannica († 2021)
- 20 luglio - Heinz Kubsch, calciatore tedesco († 1993)
- 20 luglio - Ronnie MacGilvray, cestista statunitense († 2007)
- 20 luglio - Andrea Oggioni, alpinista italiano († 1961)
- 20 luglio - José Mario Ruiz Navas, arcivescovo cattolico ecuadoriano († 2020)
- 21 luglio - Anand Bakshi, paroliere indiano († 2002)
- 21 luglio - Richard Longenecker, biblista statunitense († 2021)
- 21 luglio - Helen Merrill, cantante statunitense
- 21 luglio - Nello Orlandi, ex calciatore e allenatore di calcio italiano
- 21 luglio - Anthony Steffen, attore italiano († 2004)
- 22 luglio - Ferruccio Amendola, attore, doppiatore e direttore del doppiaggio italiano († 2001)
- 22 luglio - Eugenio Borgna, psichiatra e saggista italiano († 2024)
- 22 luglio - Nikolaj Krogius, scacchista russo († 2022)
- 22 luglio - Sebastiano Mannironi, sollevatore italiano († 2015)
- 22 luglio - Umberto Motto, ex calciatore italiano
- 22 luglio - Nicola Novali, calciatore italiano († 2006)
- 23 luglio - Salvatore De Meis, ingegnere e storico della scienza italiano († 2016)
- 23 luglio - Roger Hassenforder, ciclista su strada francese († 2021)
- 23 luglio - Richie Kamuca, sassofonista statunitense († 1977)
- 23 luglio - Richard Van Genechten, ciclista su strada belga († 2010)
- 23 luglio - Pierre Vidal-Naquet, storico francese († 2006)
- 24 luglio - Paul Bairoch, storico e economista belga († 1999)
- 24 luglio - Ezio Bicocca, ciclista su strada italiano († 2019)
- 24 luglio - Jacqueline Brookes, attrice statunitense († 2013)
- 24 luglio - Gianni Clerici, tennista, giornalista e scrittore italiano († 2022)
- 24 luglio - Eduardo Manchón, calciatore spagnolo († 2010)
- 25 luglio - Vanda Dignani Grimaldi, politica italiana († 2019)
- 25 luglio - Maureen Forrester, contralto canadese († 2010)
- 25 luglio - Rolf Gerber, bobbista svizzero († 2024)
- 25 luglio - Jurij Michajlov, pattinatore di velocità su ghiaccio sovietico († 2008)
- 25 luglio - Hu Nim, rivoluzionario e politico cambogiano († 1977)
- 25 luglio - Annie Ross, cantante e attrice britannica († 2020)
- 25 luglio - Herbert Scarf, economista statunitense († 2015)
- 25 luglio - Franco Scataglini, poeta e pittore italiano († 1994)
- 25 luglio - Sture Stork, velista svedese († 2002)
- 26 luglio - Isaac Alvarez, coreografo, mimo e attore teatrale francese († 2020)
- 26 luglio - Maria Antonietta Beluzzi, attrice italiana († 1997)
- 26 luglio - Gianni Bergamelli, pittore italiano († 2025)
- 26 luglio - Gian Luigi Falabrino, pubblicitario, giornalista e scrittore italiano († 2010)
- 26 luglio - Barbara Jefford, attrice britannica († 2020)
- 26 luglio - Carlo Sgorlon, scrittore italiano († 2009)
- 26 luglio - Jack Six, bassista statunitense († 2015)
- 26 luglio - Plínio Sampaio, politico brasiliano († 2014)
- 27 luglio - Bernard Andreae, archeologo austriaco
- 27 luglio - Luigi Baldacci, critico letterario, giornalista e italianista italiano († 2002)
- 27 luglio - Cesare Bianchini, ex calciatore italiano
- 27 luglio - Shirley Williams, politica, docente e scrittrice inglese († 2021)
- 27 luglio - Christine Carrère, attrice francese († 2008)
- 27 luglio - Emanuele Chiapasco, giocatore di baseball, dirigente sportivo e dirigente d'azienda italiano († 2021)
- 27 luglio - Mildred B. Davis, scrittrice statunitense
- 27 luglio - Corrado Guerzoni, giornalista e conduttore radiofonico italiano († 2011)
- 27 luglio - Elisa Mainardi, attrice italiana († 2016)
- 27 luglio - Alberto Picasso, arbitro di calcio italiano († 2016)
- 27 luglio - Óscar Pablo Rossi, calciatore argentino († 2012)
- 27 luglio - Andy White, batterista britannico († 2015)
- 28 luglio - Claude Boujon, illustratore e scrittore francese († 1995)
- 28 luglio - Jean Roba, fumettista belga († 2006)
- 28 luglio - Junior Kimbrough, musicista statunitense († 1998)
- 28 luglio - Michal Kraus, scrittore ceco († 2018)
- 28 luglio - Otto Mørkholm, numismatico danese († 1983)
- 28 luglio - Doudou N'diaye Rose, percussionista senegalese († 2015)
- 28 luglio - Vittorio Paliotti, giornalista, scrittore e drammaturgo italiano († 2023)
- 29 luglio - Gianfranco Gatti, calciatore italiano († 2017)
- 29 luglio - Enrique V. Iglesias, economista e politico spagnolo
- 29 luglio - Modesto Gaetano Merzario, politico italiano († 1996)
- 29 luglio - Jim Stewart, produttore discografico statunitense († 2022)
- 29 luglio - Paul Taylor, ballerino, coreografo e direttore artistico statunitense († 2018)
- 30 luglio - Corneliu Călugăreanu, cestista romeno († 2011)
- 30 luglio - Joe Colombo, designer e architetto italiano († 1971)
- 30 luglio - Jean Dominique, giornalista haitiano († 2000)
- 30 luglio - Antonio Gava, politico italiano († 2008)
- 30 luglio - Alfred Daniel Williams King, attivista statunitense († 1969)
- 30 luglio - Tony Lip, attore statunitense († 2013)
- 30 luglio - Oleg Konstantinovič Popov, circense russo († 2016)
- 31 luglio - Nino Cristofori, sindacalista e politico italiano († 2015)
- 31 luglio - Robert Kimmel Smith, scrittore statunitense († 2020)
- 31 luglio - Wolfgang Klank, calciatore tedesco orientale († 1998)
- 31 luglio - Mario Scotti, italianista italiano († 2008)
- 31 luglio - Gérard Sturla, cestista e allenatore di pallacanestro francese († 2006)